# Open bic

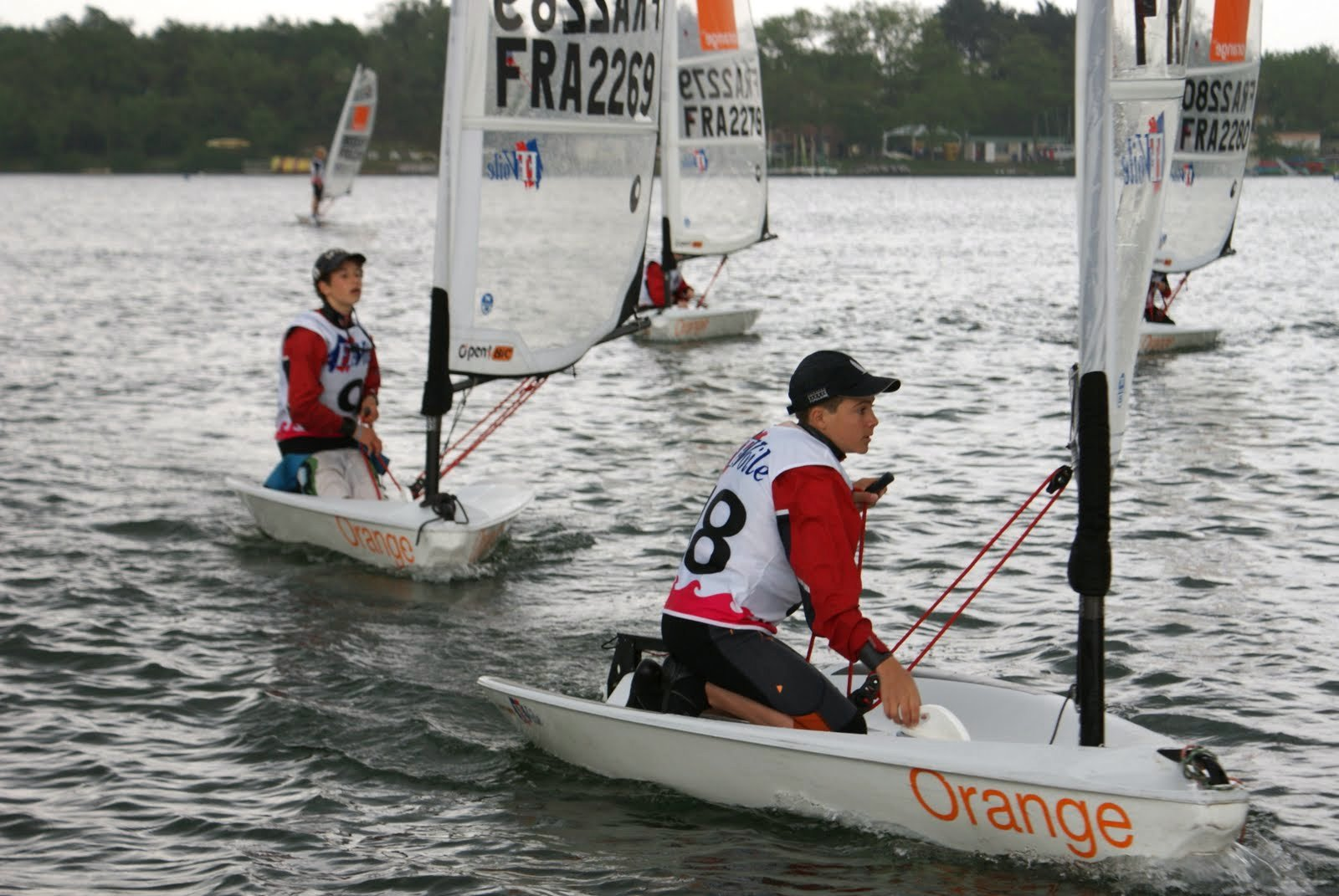
Open bic.

Open bic är en jolle med V-format skrov som är tänkt som en racerbåt. Open bic ska vara det naturliga steget för dem som är för stora för optimistjollen fast för små för e-jollen.